# 棕榈酸乙酯
棕榈酸乙酯是一种有机化合物，化学式C18H36O2，可看作棕櫚酸（十六酸）与乙醇形成的羧酸酯，在标准状况下为无色固体。它在氢氧化钠的乙醇水溶液中水解，酸化后可以得到棕櫚酸。